# Alabama (gruppo musicale)
Alabama è un gruppo musicale statunitense di musica country formatosi nel 1969.
Sono considerati la più importante ed influente band di musica country di sempre ed uno dei gruppi musicali più popolari nella storia . Il gruppo ha venduto oltre 75 milioni di copie in tutto il mondo, inoltre ha ricevuto 2 Grammy Awards ed ha ottenuto 12 dischi d'oro e 16 dischi di platino nei soli Stati Uniti.
Noti per il loro stile caratterizzato dalla fusione di generi musicali quali il Southern rock, il country, il bluegrass, il folk ed il pop; gli Alabama sono anche noti per aver creato, attraverso ai loro testi, un sentimento di orgoglio nei confronti del cosiddetto “profondo sud”.

## Storia del gruppo

### Inizi
La band si forma nel 1969 quando i cugini Owen, Gentry e Cook decidono di suonare insieme vincendo un premio scolastico sotto il nome Young Country. Il gruppo nasce però ufficialmente nel 1972 quando i componenti lasciano i rispettivi lavori per dedicarsi alla musica, suonando in vari club e locali.

### Successo
Nel 1977 il gruppo cambia il nome da Wildcountry ad Alabama ed ottiene un contratto con la GRT che però fallisce l'anno dopo. Dopo la pubblicazione del disco My Home's in Alabama, si aggiunge alla band il batterista Mark Herndon.
Alla fine del 1980 viene pubblicato un singolo per la RCA Records. Dal 1977 al 1987 il gruppo riesce a piazzare ben 32 brani al primo posto della classifica Hot Country Songs; tra questi Take Me Down, The Closer You Get, When We Make Love, Feels So Right, Song of the South, Forever's as Far as I'll Go e altri.
Vincono anche numerosi premi (12 volte Academy of Country Music in diverse categorie; due Grammy Awards, svariati premi dalla Country Music Association e dall'American Music Award) e diverse volte ricevono la certificazione del disco di platino (anche multiplatino).

### Anni recenti
Negli anni '90 la loro popolarità inizia a svanire nonostante il gruppo continui a lavorare costantemente e a vincere premi.
Il gruppo si scioglie nel 2003, anche se negli anni successivi escono diversi altri lavori. Nel 2010 si riunisce per festeggiare i quaranta anni dalla formazione e nel 2022 muore Jeff Cook, uno dei fondatori della band.
Al 2024 gruppo continua a fare concerti e a lavorare a progetti discografici.

## Stile musicale
Nonostante i testi del gruppo non abbiamo subito grandi variazioni nel tempo, raccontando spesso temi associati alla loro terra d'origine e alle abitudini del "Sud"; ll gruppo è stato comunque in grado di spaziare in più generi diversi ed è riuscito, per questo motivo, a ampliare il proprio pubblico.
La band è da sempre associata al country ma, soprattutto negli anni '80, sono state evidenti le influenzi pop che hanno permesso di creare progetti discografici più vendibili e più mainstream. Il gruppo ha anche proposto numerose ballate malinconiche (come "Dixieland Delight") e molte canzoni On The Road (tra le più memorabili dal punto di vista di successo commerciale vi è "If You're Gonna Play in Texas").

## Influenza ed eredità
Gli Alabama sono una delle band più vendute nella storia della musica; in totale il gruppo ha venduto circa 75 milioni di dischi in tutto il mondo, dei quali più di 50 milioni solo negli Stati Uniti.
La band ha piazzato ben 33 canzoni alla posizione numero uno nelle classifiche Billboard country, un record per una band; il gruppo inoltre può vantare due Grammy Awards, più di 10 CMA Awards e numerosi altri premi.
Durante la lunghissima carriera, che tocca sette decenni differenti, il gruppo ha avuto un enorme numero di dischi con certificazioni, basti pensare che 20 album del gruppo (su 56 totali, contando studio, live e raccolte) hanno raggiunto almeno un disco di platino negli Stati Uniti (traguardo che si raggiunge oltre il milione di copie) e diversi altri singoli hanno raggiunto lo stesso traguardo.

## Formazione
Attuale
- Randy Owen- voce, chitarra (fondatore nel 1969 - in attività)
- Teddy Gentry - basso, cori (fondatore nel 1969 - in attività)

Ex membri
- Jeff Cook - chitarra, violino, tastiere (fondatore nel 1969 - fino alla morte avvenuta nel 2022)
- Mark Henrdon
- Jackie Owen
- Rick Scott
- Bennett Vartanian
- Roger Hawkins

## Discografia

### Album in studio
- Wildcountry (1976)
- Deuces Wild (1977)
- Alabama Band No. 3 (1979)
- My Home's in Alabama (1980)
- Feels So Right (1981)
- Mountain Music (1982)
- The Closer You Get... (1983)
- Roll On (1984)
- 40-Hour Week (1985)
- Christmas (1985)
- The Touch (1986)
- Just Us (1987)
- Southern Star (1989)
- Pass It On Down (1990)
- American Pride (1992)
- Cheap Seats (1993)
- In Pictures (1995)
- Christmas Vol. II (1996)
- Dancin' on the Boulevard (1997)
- Twentieth Century (1999)
- When It All Goes South (2001)
- Songs of Inspiration (2006)
- Songs of Inspiration II (2007)
- Angels Among Us: Hymns and Gospel Favorites (2014)
- Southern Drawl (2015)
- American Christmas (2017)

## Premi e riconoscimenti

Statue in bronzo dedicate al gruppo

### Grammy Awards
Il gruppo ha ricevuto 13 nomination e ha vinto in due occasioni
| Anno | Opera premiata                                                        | Premio                             | Risultato  |
| ---- | --------------------------------------------------------------------- | ---------------------------------- | ---------- |
| 1982 | "Feels So Right"                                                      | Miglior performance vocale country | Nomination |
| 1983 | "Mountain Music"                                                      | Miglior performance vocale country | Vinto      |
| 1984 | "The Closer You Get"                                                  | Miglior performance vocale country | Vinto      |
| 1985 | "If You're Gonna Play in Texas (You Gotta Have a Fiddle in the Band)" | Miglior performance vocale country | Nomination |
| 1986 | "Can't Keep a Good Man Down"                                          | Miglior performance vocale country | Nomination |
| 1987 | "She and I"                                                           | Miglior performance vocale country | Nomination |
| 1991 | "Jukebox in My Mind"                                                  | Miglior performance vocale country | Nomination |
| 1992 | "Forever's as Far as I'll Go"                                         | Miglior performance vocale country | Nomination |
| 1993 | "American Pride"                                                      | Miglior performance vocale country | Nomination |
| 1998 | "Dancin', Shaggin' on the Boulevard"                                  | Miglior performance vocale country | Nomination |
| 1999 | "How Do You Fall In Love"                                             | Miglior performance vocale country | Nomination |
| 2000 | "(God Must Have Spent) A Little More Time on You" (con i 'N Sync)     | Miglior collaborazione country     | Nomination |
| 2001 | "Twentieth Century"                                                   | Miglior performance vocale country | Nomination |

### Country Music Awards
Il gruppo ha ricevuto 49 nomination e ha vinto in 15 occasioni
| Anno                         | Opera premiata                                                  | Premio                       | Risultato                      |
| ---------------------------- | --------------------------------------------------------------- | ---------------------------- | ------------------------------ |
| 1981                         | Alabama                                                         | Vocal Group of the Year      | Vinto                          |
| 1982                         | Alabama                                                         | Vocal Group of the Year      | Vinto                          |
| Entertainer of the Year      | Alabama                                                         |                              | Vinto                          |
| Feels So Right               | Album of the Year                                               |                              | Vinto                          |
| 1983                         | Album of the Year                                               | Mountain Music               | Nomination                     |
| 1983                         | Alabama                                                         | Miglior band dell'anno       | Nomination                     |
| 1983                         | Alabama                                                         | Intrattenitori dell'anno     | Vinto                          |
| 1983                         | Alabama                                                         | Miglior gruppo vocale        | Vinto                          |
| 1984                         | Alabama                                                         |                              | Vinto                          |
| Alabama                      | Intrattenitori dell'anno                                        |                              | Vinto                          |
| The Closer You Get...        | Album dell'anno                                                 |                              | Vinto                          |
| 1985                         | Album dell'anno                                                 | Roll On                      | Vinto                          |
| 1985                         | Alabama                                                         | Intrattenitori dell'anno     | Vinto                          |
| 1985                         | Alabama                                                         | Miglior gruppo vocale        | Vinto                          |
| 1985                         | Alabama                                                         | Miglior gruppo dell'anno     | Nomination                     |
| 1985                         | "When We Make Love"                                             | Single Record of the Year    | Nomination                     |
| 1986                         | "40-Hour Week"                                                  | Video of the Year            | Nomination                     |
| 1986                         | 40-Hour Week                                                    | Album dell'anno              | Nomination                     |
| 1986                         | Alabama                                                         | Miglior gruppo vocale        | Vinto                          |
| 1986                         | Alabama                                                         | Intrattenitori dell'anno     | Vinto                          |
| 1987                         | Alabama                                                         | Nomination                   |                                |
| 1987                         | Alabama                                                         | Nomination                   | Miglior gruppo vocale          |
| 1987                         | Alabama                                                         | Nomination                   | Miglior gruppo dell'anno       |
| 1987                         | "Touch Me When We're Dancing"                                   | Nomination                   | Single Record of the Year      |
| 1988                         | "Tar Top"                                                       | Nomination                   | Video of the Year              |
| 1988                         | Alabama                                                         | Nomination                   | Intrattenitori dell'anno       |
| 1988                         | Alabama                                                         | Nomination                   | Miglior gruppo vocale          |
| 1989                         | Alabama                                                         | Nomination                   |                                |
| Intrattenitori dell'anno     | Alabama                                                         | Nomination                   |                                |
| 1990                         | Alabama                                                         | Nomination                   |                                |
| Miglior gruppo vocale        | Alabama                                                         | Nomination                   |                                |
| Artist of the Decade (1980s) | Alabama                                                         | Vinto                        |                                |
| "High Cotton"                | Video of the Year                                               | Nomination                   |                                |
| 1991                         | Video of the Year                                               | Nomination                   | "Pass It on Down"              |
| 1991                         | "Jukebox in My Mind"                                            | Nomination                   | Single Record of the Year      |
| 1991                         | Pass It on Down                                                 | Nomination                   | Album dell'anno                |
| 1991                         | Alabama                                                         | Nomination                   | Miglior gruppo vocale          |
| 1992                         | Alabama                                                         | Nomination                   | Miglior gruppo vocale          |
| 1993                         | Alabama                                                         | Nomination                   | Miglior gruppo vocale          |
| 1995                         | Alabama                                                         | Nomination                   | Miglior gruppo vocale          |
| Intrattenitori dell'anno     | Alabama                                                         | Nomination                   |                                |
| 1996                         | Alabama                                                         | Nomination                   | Miglior gruppo vocale          |
| 1998                         | Alabama                                                         | Nomination                   | Miglior gruppo vocale          |
| 1999                         | Alabama                                                         | Nomination                   | Miglior gruppo vocale          |
| 2000                         | "(God Must Have Spent) A Little More Time on You" (con 'N Sync) | Nomination                   | Registrazione vocale dell'anno |
| 2001                         | Alabama                                                         | Nomination                   | Miglior gruppo vocale          |
| 2003                         | Alabama                                                         | Pionieri della musica        | Vinto                          |
| 2004                         | Alabama                                                         | Miglior gruppo vocale        | Nomination                     |
| 2005                         | Alabama                                                         | 40º Anniversario             | Vinto                          |
| 2014                         | Alabama                                                         | Riconoscimento alla carriera | Vinto                          |